# Daisy Sisters
Daisy Sisters är en roman av Henning Mankell från 1982.

## Utgåvor
- 1982 - Daisy sisters : roman ISBN 91-7324-175-X
- 1983 - Daisy sisters : roman ISBN 91-7324-440-6
- 1999 - Daisy sisters : roman ISBN 91-7324-652-2
- 2007 - Daisy Sisters (finska) ISBN 978-952-459-701-2